# 알렉세이 슈마코프
알렉세이 바실리예비치 슈마코프(러시아어: Алексе́й Васи́льевич Шумако́в, 1948년 9월 7일~)는 소련의 레슬링 선수이다. 1976년 하계 올림픽 그레코로만형 라이트플라이급에서 금메달을 획득했고 세계 선수권 대회에서 1회 우승했다.